# Spermophilopsis leptodactylus
Spermophilopsis leptodactylus là một loài động vật có vú trong họ Sóc, bộ Gặm nhấm. Loài này được Lichtenstein mô tả năm 1823. Loài này được tìm thấy ở Afghanistan, Iran, Kazakhstan, Tajikistan, Turkmenistan, và Uzbekistan.

## Phân loài
Loài này có 3 phân loài:
- Spermophilopsis leptodactylus bactrianus
- Spermophilopsis leptodactylus heptopotamicus
- Spermophilopsis leptodactylus leptodactylus